# Редовни сазив Народне скупштине Књажевине Црне Горе 1906.
На Лучиндан 18. (31) октобра 1906. године састала се на Цетињу у Зетском дому прва Народна скупштина изабрана по одредбама Устава. Одатле су народни посланици отишли у Цетињски манастир гдје су присуствовали Светој архијерејској литургији, која се одржава сваке године на Лучиндан, односно Св. Петра Цетињског који се упокојио на тај дан 1830. године.
Ток догађаја у Народној скупштини био је усмјерен у правцу програмског груписања. За окупљене и повезивање народних посланика основан је Клуб народних посланика. У Клубу се постепено концентрише скупштинска већина која је постала језгро Народне странке.
Мијушковићевој влади народна скупштина је већ 5. (18) новембра исказала неповерење. Доведена у такав положај влада Лазара Мијушковића морала је да 6. новембра поднесе оставку, коју је књаз уважио. Истог дана, пошто је влада поднијела оставку, књаз Никола је позвао у двор предсједништво Народне скупштине ради консултовања у вези са именовањем нове владе. Под утицајем општег расположења, овај пут књаз Никола се одлучио да именује владу из опозиције која ће имати повјерење Народне скупштине. Разлог за тадашње велико задовољство лежао је у томе, што се ово сматрало побједом уставне моћи народа, изражено преко његових посланика у Скупштини. Овакво расположење је потпино разумљиво уколико знамо да Уставом у Књажевини Црној Гори није био предвиђен парламентарни систем владавине, већ је смисао уставних прописа био такав да влада може и даље остати на власти без обзира на расположење у Народној скупштини.
Књаз Никола је повјерио састав кабинета Марку Радуловићу потпредсједника клуба Народне странке. Влада Марка Радуловића је образована 11. (24) новембра, а 12. новембра у Народној скупштини прочитан указ о разрешењу владе Лазара Мијушковића и именовању владе Марка Радуловића.
Указ књаза Николе о именовању нове владе изашло је 19. јануара 1907. А већ 4. априла уважена је оставка кабинета Андрије Радовића и именована влада др Лазара Томановића.
Народна скупштина је распуштена указом од 26. јуна. Истим указом су одређени избори за Скупштину и сазив исте за 8. новембар.

## Предсједник скупштине
Сердар Саво Пламенац најстарији посланик изабран је за привременог предсједник.
Војвода Шако Петровић Његош предсједник Народне скупштине 1906.

## Народни посланици
А) За вароши:
- 1. Цетиње — војвода Шако Петровић Његош, државни савјетник у пензији
- 2. Подгорица — др Марко Радуловић, љекар
- 3. Никшић — Симо Шобајић, трговац
- 4. Колашин — Павле Вујисић, предсједник обласног суда
- 5. Бар — Марко Петровић Његош, обласни управитељ у оставци
- 6. Улцињ — сердар Саво Пламенац, пензионер

Б) За капетаније:
- 7. Цетињска — Илија Капа, свештеник
- 8. Његушка — Иван Лабуд Петровић Његош, трговац
- 9. Пјешивачка — Лазар Мијушковић, предсједник владе
- 10. Чевско - бјеличка — Марко Вукотић, великосудија у пензији
- 11. Цуцко - ћеклићка — Саво Кривокапић, капетан у пензији
- 12. Команско - загарачка — Петар Романић, капетан у пензији
- 13. Горњо - црмничка — Лабуд Гојнић, министар унутрашњих дјела
- 14. Доњо - црмничка — Јован С. Пламенац, школски надзорник
- 15. Барска — Гаврило Церовић, в.д.пред.окружног суда
- 16. Мркојевићка — Муртеза Карађузовић, хоџа
- 17. Улцињска — Саво Ђурашковић, публициста
- 18. Шестанско-селачка — Лазар Јововић, поштански чиновник
- 19. Крајинска — Адем Ибрахим, трговац
- 20. Цеклинско-добрска — Мило Татар, поштански чиновник
- 21. Доњоцеклинска — Мило Драгојевић, трговац
- 22. Љуботињска — Ђуро Дрецун, трговац
- 23. Љешанска — Митар Вукчевић, окружни судија
- 24. Подгоричка — Војин Поповић, свештеник
- 25. Доњокучка — Михаило Ивановић, заступник члана д.суда
- 26. Љешкопољска — Крсто Поповић, свештеник
- 27. Затребачка — Душан Греговић, конзул
- 28. Пиперска — Спасоје Пилетић, предсједник општине Подгорица
- 29. Горњокучка — Вуко Поповић, свештеник и учитељ
- 30. Братоножићка — Никола Симовић (Секуловић), командир у пензији
- 31. Зетска — Саво Вулетић, предсједник општине Цетиње
- 32. Мартинићка — Драго Радовић, капетан у пензији
- 33. Вражегрмска — др Милован Марушић, љекар
- 34. Спушка — Јовета Ћетковић, надзорник пута
- 35. Павковићка — Милија Павићевић, члан Државне контроле
- 36. Петрушинска — Спасоје Радуловић, земљорадник
- 37. Граховска — др Душан Матановић, судија
- 38. Опутно-рудинска — Нико Татар, надзорник монопола
- 39. Бањанска — Шпиро Глиговић, свештеник
- 40. Никшићка — Вуко Кривокапић, индустријалац
- 41. Луковска — Милисав Николић, окружни судија
- 42. Требјешка — Ново Станишић, свештеник
- 43. Жупопивска — војвода Лазар Сочица, бригадир у пензији
- 44. Ускочка — војвода Ђуро Церовић, министар у пензији
- 45. Голијска — Јово Љепава, начелник министарство просвјете
- 46. Жупска — Илија Бојовић, шеф полиције у пензији
- 47. Рудинска — Бајо Гардашевић, великосудија у пензији
- 48. Дробњачка — Милосав Томић, свештеник
- 49. Језерско-шаранска — Ристо Поповић, великосудија
- 50. Планино-пивска — Никола Бајагић, капетан у оставци
- 51. Ровачка — Никола Јовановић, учитељ
- 52. Доњоморачка — Мило Дожић, министар
- 53. Горњоморачка — Сава Драговић, окружни судија
- 54. Колашинско-речинска — Мујо Влаховић, капетан у пензији
- 55. Липовска — Јанко Тошковић, учитељ
- 56. Пољска — Ристо А. Бошковић, финансијски капетан
- 57. Андријевачка — Јанко Спасојевић, државни чиновник
- 58. Шекуларско-трепачка — Милосав Раичевић, предсјед. окруж. суда
- 59. Краљска — Љубомир Бакић, окружни судија
- 60. Величка — Јеврем Бакић, финансијски капетан у оставци
- 61. Полимска — Васо Ћулафић, капетан у оставци
- 62. Љеворечка — Радоје Поповић, капетан у оставци

В) Вирилни (по положају):
- 63. Митрополит црногорски — г. Митрофан Бан
- 64. Арцибискуп барски и Примас српски — г. Шимун Милиновић
- 65. Муфтија црногорских муслимана — г.Хаџи Мустафа Хилми
- 66. Предсједник Државног савјета — војвода Гавро Вуковић
- 67. Члан Државног савјета — Андрија Радовић
- 68. Члан Државног савјета — Марко Радуловић
- 69. Члан Државног савјета — бригадир Митар Мартиновић
- 70. Члан Државног савјета — Марко Ђукановић
- 71. Члан Државног савјета — Милутин Татар
- 72. Предсједник Великог Суда — др Лазар Томановић
- 73. Предсједник Главне државне контроле — сердар Раде Пламенац
- 74. Бригадир — војвода Ђуро Петровић Његош
- 75. Бригадир — војвода Михаило Вучинић
- 76. Бригадир — Јово Мартиновић

       Од 76 народних посланика (62 изабрана + 12 вирилаца - по положају) Клубу Народне странке је припадао 51 посланик.